# 线条东洋蜗牛
线条东洋蜗牛（学名：Japonia zebra），是中腹足目山蜗牛科Japonia属的一种。其种加词“zebra”意为“有斑马状纹样的”。主要分布于台湾，常栖息在森林下层落叶层。